# Branca Vianna
Branca Vianna Moreira Salles é uma linguista e intérprete simultânea brasileira. É fundadora da Rádio Novelo e apresentadora dos podcasts Rádio Novelo Apresenta e Fio da Meada. No final de 2020, eram vinte produções e 15 milhões de downloads.

## Educação e carreira
Branca Vianna formou-se em Letras e fez especialização em Interpretação de Conferência. Em 2003, obteve o grau de Mestre em Linguística, pelo University College London, e, em 2010, em Formação de Intérpretes de Conferência, pela Université de Genève.
Desde 1990, por mais de 25 anos, Branca atuou como intérprete simultânea de conferências acadêmicas no Rio de Janeiro, entre os idiomas Português, Inglês e Francês. Nesse período, houve um evento em que atuou em quatro idiomas para uma agência da ONU, atividade que exerceu por mais de 10 anos. Além disso, em 2005, começou a carreira de professora do Curso de Formação de Intérpretes da PUC-Rio.
Em 2018, quando estava com 56 anos de idade,
A fundadora e presidente da Rádio Novelo largou a trajetória de intérprete simultânea e professora para apostar na produção de narrativas sonoras que se tornaram referência na indústria e entre os ouvintes.
Branca iniciou na Piauí, onde apresentou o podcast Maria vai com as outras, analisando o espaço da mulher no mercado de trabalho, da prostituição ao Congresso Nacional. Menos de um ano depois, foi criada a Rádio Novelo.

### Rádio Novelo
A Rádio Novelo é uma das principais produtoras brasileiras de podcasts. Foi lançada em 2019, na cidade do Rio de Janeiro, pela linguista Branca Vianna, a jornalista Paula Scarpin e a tradutora Flora Thomson-DeVeaux. A empresa foi criada declaradamente feminista e contava, em 2020, com 32 colaboradores, em sua imensa maioria mulheres.
O podcast de estreia chamado Praia dos Ossos (ouvir aqui) narra a história do feminicídio de Ângela Diniz (socialite belo-horizontina) por seu então companheiro Doca Street, que aconteceu em 1976, na Praia dos Ossos, no balneário de Armação dos Búzios, no litoral do estado do Rio de Janeiro. Esse podcast tem a intenção de educar homens e mulheres sobre o feminicídio, e foi baixado por mais de 1 milhão de pessoas nos dois primeiros meses.
| “               | Nós, mulheres, nos educamos por força, porque aos 11 anos você já está sendo agarrada no ônibus. Os homens só são forçados a pensar em violência de gênero quando os agressores são eles mesmos ou alguém próximo. | ” |
| — Branca Vianna | |   |

## Vida pessoal
Branca Vianna é casada com João Moreira Salles. É tataraneta de Domingos Custódio Guimarães, visconde do Rio Preto; Vianna aborda o passado de seu ancestral, proprietário de fazendas de café e de mão de obra escravizada, em dois episódios do podcast Rádio Novelo Apresenta.

## Prêmios e indicações
- 2020 - Praia dos Ossos entrou na lista da Apple Podcasts de melhores podcasts do ano[18]
- 2020 - Praia dos Ossos foi indicado ao Troféu APCA, na categoria podcast[19][20]

## Associações
- Associação Profissional de Intérpretes de Conferência[8]